# Snowkiting

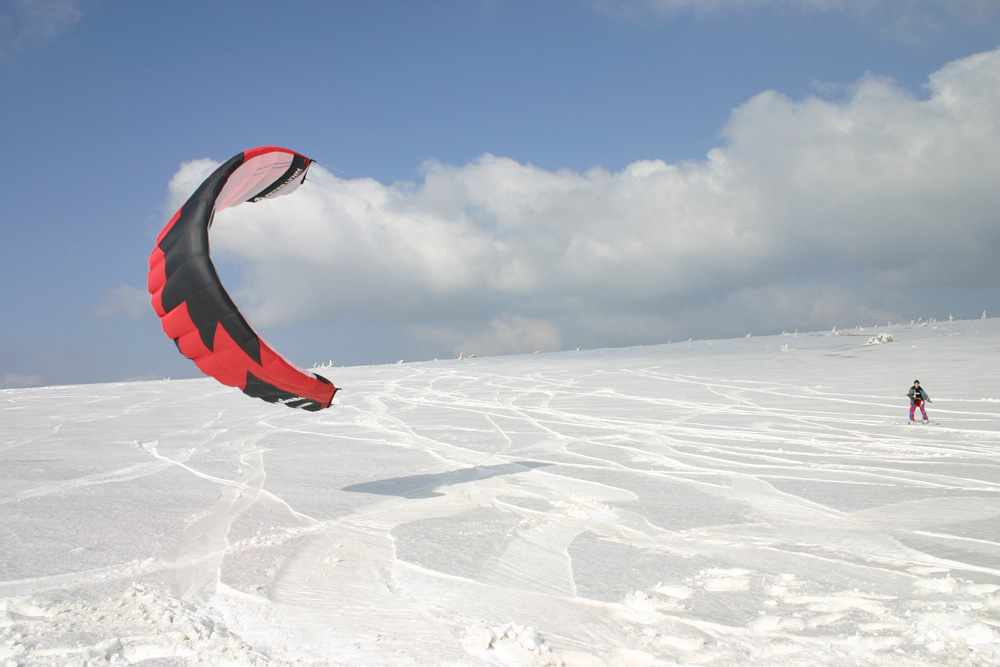
Snowkiter

Snowkiting – zimowa odmiana kitesurfingu. Jest to młody, bardzo szybko rozwijający się sport łączący latawiec pociągowy ze snowboardem lub nartami. Do uprawiania snowkitingu potrzebny jest wiatr oraz duża otwarta przestrzeń pokryta śniegiem lub lodem. Teren może być zarówno płaski, pofałdowany jak i górzysty. Latawiec będący siłą napędową snowkitera jest najczęściej wpięty w uprząż i znajduje się zwykle  w odległości dwudziestu kilku metrów. Do sterowania latawcem służy drążek sterowniczy lub manetki.
Snowkiting jest prostszy do nauczenia od kitesurfingu. Twarde podłoże pozwala na łatwiejszy start i jazdę przy stosunkowo słabym wietrze.
Ze względu na znacznie twardszą powierzchnię, zaleca się używanie ochraniaczy i kasku. Ważne jest również aby przed wejściem na lód sprawdzić jego wytrzymałość. Snowkiting uprawiany z należytą ostrożnością jest sportem bezpiecznym, ale nie można zapominać, że należy on do sportów ekstremalnych. Rekordowe prędkości osiągane podczas jazdy z latawcem na powierzchni, która minimalizuje tarcie (zamarznięte jeziora, zmrożony śnieg) przekraczają granicę 100 km/h, zaś największe skoki (a raczej loty) dochodzą do kilkudziesięciu metrów w górę i trwają po kilkadziesiąt sekund.
W roku 2015 reprezentant polski Maciej Zieliński został wicemistrzem świata w snowkitingu podczas mistrzostw organizowanych przez WISSA (The World Ice and Snow Sailing Association).

## Historia
Pierwsze próby wykorzystania wiatru do poruszania się na nartach datuje się na  połowę lat osiemdziesiątych. Kolebką sportu były Stany Zjednoczone. Pionierzy snowkitingu, jako siły pociągowej do jeżdżenia po zamarzniętych jeziorach, używali paralotni. Kiteskiing, bo tak na początku nazywano tę dyscyplinę rozwijał się głównie w Ameryce Północnej. Oczywiście paralotnia nie była doskonałym pędnikiem. Konstrukcja skrzydła do snowkitingu jest do dziś udoskonalana. Nazwę kiteskiing trzeba było zmodyfikować w połowie lat dziewięćdziesiątych, kiedy to we Francji latawiec połączono nie z nartami, a ze snowboardem.
Siłę latawca wykorzystał Marek Kamiński podczas wyprawy na biegun.
Dziś snowkiting jest jednym z najszybciej rozwijających się sportów zimowych. Na rynku znajduje się wiele marek produkujących latawce, zarówno typowo lądowych jak i uniwersalnych (na ląd oraz wodę)

## Sprzęt

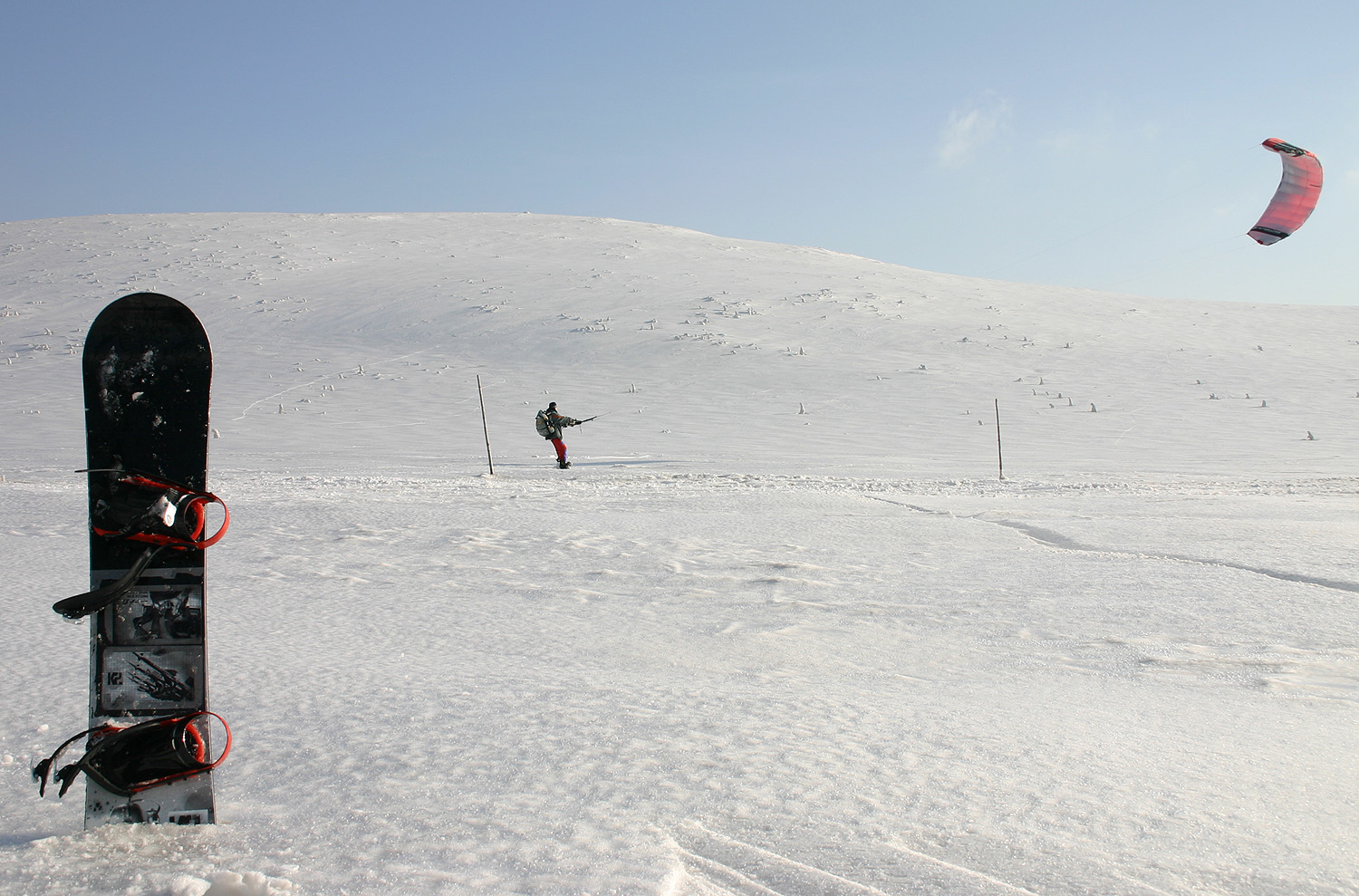
Sprzęt do snowkitingu

### Latawiec
Latawiec, służący za źródło energii napędowej może mieć powierzchnię od kilku do ponad dwudziestu metrów kwadratowych (wymiar jest podany zwykle na zewnętrznej części latawca w metrach). Śnieg i lód wytwarza mniejsze opory niż woda, jednak jazda w zimę zaczyna się przy mniejszej prędkości wiatru.
Latawce wykonuje się w dwóch wariantach:
1. Komorowe – miękkie i bardziej podobne w konstrukcji do paralotni. Komory latawca mogą być otwarte lub zamknięte. Te latawce wykorzystywane są przeważnie w wysokich górach i do eksploracji nowych terenów
  - W przypadku konstrukcji z otwartymi komorami, latawiec jest gotowy do startu zaraz po rozłożeniu. Podczas lotu ciągła cyrkulacja powietrza zapewnia skrzydłu utrzymanie kształtu. Są to latawce typowo lądowe, gdyż po uderzeniu w wodę natychmiast tracą swój kształt, nasiąkają wodą i ich ponowne wystartowanie staje się praktycznie niemożliwe.
  - Komorowce z komorami zamkniętymi są latawcami, które nadają się zarówno na ląd jak i na wodę. Ich konstrukcja jest bardzo zbliżona do skrzydeł z otwartymi komorami, z tą różnicą, że każdy z wlotów powietrza wykonany w sposób nie pozwalający wydostać się powietrzu, które wypełnia latawiec. Dzięki temu latawiec nie traci swojego kształtu przy kontakcie z wodą. Dodatkowo latawiec jest tak skonstruowany by można go było manualnie otworzyć (najczęściej służy do tego zamek błyskawiczny), by móc wstępnie wpuścić powietrze do środka przed startem oraz wypuścić je podczas pakowania.
2. LEI (ang. Leading Edge Inflatable kite) – ze sztywną (pompowaną) krawędzią natarcia i listwami usztywniającymi (również pompowanymi). Latawce te bardzo dobrze trzymają swój kształt przez co idealnie nadają się do kitesurfingu. Snowkiterzy używają ich rzadziej ponieważ uderzenie latawcem pompowanym o twarde podłoże może doprowadzić do pęknięcia balonów w latawcu, aczkolwiek latawiec ten jest sprawniejszy aerodynamicznie i używany jest podczas wykonywania na śniegu ewolucji tzw. "nowej szkoły" zaczerpniętych z wakeboarding'u, podobnie jak w kitesurfingu.

### Uprząż
Uprząż składa się z czterech (dawniej dwóch) linek długości kilku metrów, haka mocującego dwie z linek do specjalnego trapezu oraz drążka sterowniczego (baru), do którego przymocowane są dwie pozostałe linki. Trapez może stanowić siedzisko dla snowkitera lub obejmować go w pasie. Niektórzy snowkiterzy jeżdżą niewpięci do trapezu, co pozwala na wykonywanie tzw. trików „unhooked” (np. handlepassów polegających na przełożeniu baru z jednej ręki do drugiej za plecami, podczas skoku).

### Narty lub deska
Najpopularniejszymi nartami, ze względu na cenę, są nadal narty niczym nie różniące się od tych używanych w narciarstwie alpejskim. Biorąc pod uwagę wygodę używania, wszechstronność, wytrzymałość i niedużą twardość, najlepsze są narty typu freestyle – o prawie symetrycznej budowie, z podgiętymi przodami i tyłami. Ich konstrukcja w porównaniu do nart zjazdowych umożliwia swobodną jazdę i lądowania tyłem.  W przypadku snowboardów najczęściej używane są deski symetryczne oraz miękkie wiązania. Niektórzy snowkite'rzy preferują wiązania typu step-in, które pozwalają na łatwe wypinanie i wpinanie buta, pomocne podczas jednoczesnej kontroli deski i latawca.